# Schelhammera undulata
Schelhammera undulata är en tidlöseväxtart som beskrevs av Robert Brown. Schelhammera undulata ingår i släktet Schelhammera och familjen tidlöseväxter. Inga underarter finns listade i Catalogue of Life.